# Benoit Aquin
Benoit Aquin, född 14 januari 1963 i Montréal, är en kanadensisk dokumentärfotograf.
Benoit Aquin växte upp i Montréal och utbildade sig 1985-87 vid New England School of Photography i Boston i USA. Han har arbetat som pressfotograf för kanadensiska tidskrifter som Voir, Hour och Recto Verso och är nu frilans-fotograf i Montréal.
Benoit Aquin fick Prix Pictet år 2008 för en serie bilder om jorderosion i Kina.